# Arnaldo Pambianco
Arnaldo Pambianco (Bertinoro, 16 de agosto de 1935 – 6 de julho de 2022) foi um ciclista italiano que atuou profissionalmente entre 1957 e 1966.
Venceu o Giro d'Italia em 1961.

## Morte
A morte de Pambianco foi divulgada em 6 de julho de 2022.